# Essis Baudelaire Aka
Essis Baudelaire Fulgence Aka (ur. 10 stycznia 1990 w Abidżanie) – iworyjski piłkarz grający na pozycji środkowego pomocnika. Od 2020 jest zawodnikiem klubu ASEC Mimosas.

## Kariera klubowa
Swoją piłkarską karierę Aka rozpoczął w klubie Séwé Sport San-Pédro. W sezonie 2013/2014 zadebiutował w jego barwach w pierwszej lidze iworyjskiej. W debiutanckim sezonie wywalczył z nim mistrzostwo kraju, a w sezonie 2015/2016 został wicemistrzem. W sezonie 2017/2018 grał w AS Tanda. W latach 2018–2020 występował w marokańskich klubach takich jak: Chabab Ben Guerir (jesień 2018), JS Massira (wiosna 2019), TAS Casablanca (jesień 2019) i FAR Rabat (wiosna 2020). Z FAR zdobył Puchar Maroka. W 2020 roku przeszedł do ASEC Mimosas. W sezonach 2020/2021, 2021/2022 i 2022/2023 wywalczył z nim trzy tytuły mistrza Wybrzeża Kości Słoniowej. W 2023 zdobył też Puchar Wybrzeża Kości Słoniowej.

## Kariera reprezentacyjna
W reprezentacji Wybrzeża Kości Słoniowej Aka zadebiutował 30 października 2016 w wygranym 1:0 meczu Mistrzostw Narodów Afryki 2016 z Ghaną, rozegranym w Abidżanie.